# KNOCK OUT
KNOCK OUT（ノックアウト）は、日本のキックボクシングイベント。2016年にキックスロードによって旗揚げ。2020年より山口元気が代表を務めるDef Fellowが運営し、2021年にREBELSと統合。2023年よりグラウンドでの絞め技、関節技を除いたMMAルールの試合も行っている。

## 歴史
小野寺力が主催を務めていた「NO KICK NO LIFE」にブシロードが参加し、新たに運営母体となる子会社を設立。「撃つ！蹴る！斬る！」をコンセプトとしてスタートし、パンチ・キック・ヒジ・ヒザありルールで最強を決めるという旗印のもと立ち上げ。2016年9月14日にKNOCK OUTイベント発表記者会見が渋谷 O-EASTで行われ、那須川天心、梅野源治が出席。また、初の公式戦として森井洋介 vs 髙橋一眞のキックボクシングマッチが行われた。
2016年12月5日には、東京ドームシティホールで旗揚げイベント「KNOCK OUT vol.0」を開催。旗揚げ戦には、梅野源治、那須川天心、T-98、長島☆自演乙☆雄一郎らが出場。『選手のチケット手売り禁止』『観客が疲れずに観れるよう試合数は1大会で6～7試合』『キックボクシングの上位概念を作る』というテーマを掲げて旗揚げされた。
2016年12月31日、「ブシロード10周年祭開催記念『劇場版ヴァンガ×ミルキィ×KNOCKOUT特番』」内のコーナーとして21時20分から22時まで「vol.0」のダイジェストを放送。
2017年1月1日23時からTOKYO MXにて旗揚げ大会『KNOCK OUT vol.0』の完全版が放送。1月からはTOKYO MXにて毎週放送のレギュラー番組が放送開始。2月12日には大田区総合体育館で第2回イベントが開催。12月には両国国技館に初進出。
2019年4月29日を最後に小野寺がプロデューサーを退任。5月20日に山口元気がプロデューサーに就任した。また新たに声優の相羽あいながオフィシャルサポーターに就任した。山口が代表を務めるREBELSとは業務提携という形となる。体制変更に伴い、出場選手は日菜太、小笠原瑛作、ぱんちゃん璃奈などREBELSを主戦場とするメンバーに一新された。
2020年6月15日、ブシロードファイトはKNOCK OUTの事業をREBELSの運営会社であるDef Fellowに譲渡すると発表した。
2020年9月28日の記者会見で、山口がREBELS及びKNOCK OUTのプロデューサーを退き、新たに元グッドルーザー代表取締役社長、K-1JAPAN GROUP第2代プロデューサーの宮田充が就任することを発表した。
2020年12月18日、Def Fellowは運営するREBELSとKNOCK OUTのイベントを統合し、2021年3月以降はKNOCK OUTに一本化することを発表した。
2023年8月8日、宮田のKrushプロデューサー就任が発表され、当面はKNOCK OUTプロデューサーと兼任することになった。

## ルール
3分3Rまたは3分5Rで行われ、首相撲の膝蹴り有り。肘打ちが認められたREDルールと肘打ちが禁止のBLACKルールに別れる。ラウンド間のインターバルは1分。勝敗はレフェリーの判断によるノックアウト（KO）、テクニカルノックアウト（TKO）、失格と、ジャッジによる判定の4種類で決する。
判定はジャッジ3名による採点制。最終ラウンド後に集計し、ポイントの多い選手を2名以上のジャッジの同意により判定勝利とする。同時ノックアウト、もしくはジャッジ3名の採点により勝負が決定しない場合に引き分けとする。ダウンして10秒以内に立ち上がれない、立ち上がった場合でも戦意がないと判断された場合、ノックアウトとする。3回のダウンでもノックアウトとなる。
負傷などにより試合続行不可能とレフェリーが判断した場合、テクニカルノックアウトとする。セコンドがタオルを投入した場合にもレフェリー、もしくよりテクニカルノックアウトとする。反則となるのは、頭突き・肘打ち（BLACKルールのみ）・投げ技・関節技。なお、クリンチに関しても消極的な場合は反則となるが、レフェリーによる制止の指示に従った場合は有効となる。

## 配信・視聴方法
2020年8月7日より毎週金曜日23時から公式YouTubeチャンネルにて定期配信を開始した。2024年4月27日の「KNOCK OUT 2024 vol.2」よりU-NEXTにてライブ配信を開始。FIGHTING TV サムライでも放送されている。

## 関連作品・番組など

### 楽曲
- BRAHMAN「守破離」 - テーマ曲

### テレビ番組
- キックボクシング KNOCK OUT!（2017年1月 - 2020年6月、TOKYO MX）
- KNOCK OUT STYLE（2022年10月 - 、TOKYO MX）

2017年1月から毎週金曜日23時からTOKYO MXとアプリのエムキャスにてレギュラー番組『キックボクシング KNOCK OUT!』を放送、その後BS11、ぎふチャン、テレビ和歌山、三重テレビ、びわ湖放送、tvk、北陸放送でもそれぞれ放送を開始したが、2020年4月にTOKYO MXの放送が日曜深夜に移動し、この時点で放送局はMXの他にサンテレビとBS日テレだけとなり、事業譲渡直後の6月末にサンテレビとBS日テレの放送が終了、TOKYO MXも6月29日深夜の放送をもって終了した。
2022年10月より、マイアミ啓太を総合演出に迎えた「KNOCK OUT STYLE」がTOKYO MXで放送開始。2年ぶりに地上波に復帰した。エムキャス及びTVerを通じて全国で視聴が可能である他、U-NEXT、Amazon Prime Videoにも配信されている。2023年9月16日にはTOKYO MXで2時間半にわたり大会の生中継を実施した。

### Webラジオ
- RADIO KNOCK OUT（2018年6月9日 - 2019年5月17日、HiBiKi Radio Station） - 毎週金曜日に配信。パーソナリティーは実況アナウンサーの村田晴郎と声優の橘田いずみ。選手などをゲストに迎え、選手やイベントの紹介をしていた[13]。

## ラウンドガール
前身である「NO KICK NO LIFE」と同様グラビアアイドルが務め、旗揚げ戦である「Vol.0」では岸明日香、桜井奈津、安枝瞳、青山ひかるの4名が担当した。「Vol.1」では安枝、青山が続投。AKANE、小田飛鳥が加わった。その後安枝は古坂大魔王との結婚を機に放送席ゲストに配置換えとなり、安枝が産休に入ってからは古坂が放送席に登場するようになった。青山は新体制に変わってからも2020年までラウンドガールで登場していた。

### 主なラウンドガール
- 岸明日香
- 青山ひかる
- 桜井奈津
- 安枝瞳
- AKANE
- 小田飛鳥
- 犬童美乃梨
- 橘花凛
- 大貫彩香
- 真奈
- 高橋かな
- 蛯原メイ
- 西原愛夏
- 古川真奈美
- 森田ワカナ
- 真奈
- 野々宮ミカ
- まいてぃ
- 十枝梨菜
- 姫乃稜菜
- 天木じゅん
- メイリ
- 山本ゆう
- 琴すずの
- 美すず
- 葉月あや
- 岡田智子
- 美月千佳
- 遊馬りえ
- 結城みい
- 来栖うさこ
- 相田美優
- 七海
- チュアン梨砂子
- 天野ちよ
- 徳勢菜那
- 織田いちか
- 弓川いち華
- 米倉みゆ
- 要あい
- 茜紬うた
- そちお
- おさかな伯爵